# Antoninów (powiat rawski)
Antoninów – wieś w Polsce położona w województwie łódzkim, w powiecie rawskim, w gminie Biała Rawska, w pobliżu drogi ekspresowej S8.
W latach 1975–1998 miejscowość należała administracyjnie do województwa skierniewickiego. Po raz pierwszy notowana jako kolonia w 1921 r.
Większość mieszkańców zajmuje się sadownictwem. Najbliższa szkoła podstawowa znajduje się w Babsku, a najbliższy kościół w Chojnacie.